# Altoona (Pennsylvania)
Altoona is een stad in Blair County in de staat Pennsylvania in de Verenigde Staten. In 2000 woonden er 49.523 mensen.

## Bekende personen uit Altoona
- Michael Behe, biochemicus en aanhanger intelligent design